# Aeroporto di Castelrosso
L'aeroporto Pubblico di Castelrosso (in greco Δημοτικός Αερολιμένας Καστελλορίζου) (IATA: KZS, ICAO:LGKJ) è un aeroporto greco che serve l'isola di Castelrosso nell'arcipelago del Dodecanneso, regione amministrativa dell'Egeo Meridionale.

## Storia
L'isola cominciò ad essere servita da aeroplani nella prima metà del XX secolo con idrovolanti diretti principalmente nell'Africa nord-orientale e che sfruttavano il porto naturale prospiciente l'abitato di Castelrosso.
Nel 1986 cominciò la costruzione di una struttura utilizzata per voli nazionali oggi grande appena 150 metri quadrati e servita da aerei Dash 8-100.

## Statistiche
Questo grafico non è disponibile a causa di un problema tecnico.
Si prega di non rimuoverlo.
Vedi la query Wikidata di origine.
Numero passeggeri - 10 anni di storia
| Anno | Voli | Passeggeri | Percentuale |
| ---- | ---- | ---------- | ----------- |
| 2001 | 394  | 5.298      | -6.5%       |
| 2002 | 514  | 6.173      | +16.5%      |
| 2003 | 520  | 7.939      | +28.6%      |
| 2004 | 462  | 8.302      | +4.6%       |
| 2005 | 470  | 8.243      | -0.7%       |
| 2006 | 480  | 9.626      | +16.8%      |
| 2007 | 494  | 9.564      | -0.6%       |
| 2008 | 450  | 8.329      | -12.9%      |
| 2009 | 450  | 7.490      | -10.1%      |
| 2010 | 452  | 7.817      | +4.4%       |